# Andrij Fedtschuk
Andrij Wassylowytsch Fedtschuk (ukrainisch Андрій Васильович Федчук, engl. Transkription Andriy Fedchuk; * 12. Januar 1980 in Kolomyja; † 15. November 2009 in Iwano-Frankiwsk) war ein ukrainischer Boxer. Fedtschuk war Bronzemedaillengewinner der Olympischen Spiele 2000.

## Karriere
Im Juniorenbereich (U19) gewann Fedtschuk die Bronzemedaille im Mittelgewicht (-75 kg) bei den Juniorenweltmeisterschaften 1998. 
1999 nahm Fedtschuk an den Weltmeisterschaften teil und erreichte nach Siegen über Harald Geissler, Deutschland, und Paul Miller, Australien (6:2), das Viertelfinale, welches er jedoch gegen den späteren Silbermedaillengewinner Adrian Diaconu, Rumänien (9:1), verlor. 
Bei den Olympischen Spielen 2000 in Sydney gewann er die Bronzemedaille im Halbschwergewicht (-81 kg). Er schlug dabei Azziz Raguig, Marokko (RSC 3.), Charles Adamu, Ghana (13:5), und Gurcharan Singh, Indien (+12:12), bevor er im Halbfinale gegen Rudolf Kraj, Tschechien (11:7), verlor und damit die olympische Bronzemedaille gewann.
Nach den Olympischen Spielen blieb es längere Zeit ruhig um Fedtschuk, bevor er 2003 wieder an den Weltmeisterschaften teilnahm, jedoch im Viertelfinale gegen Aleksy Kuziemski, Polen (+10:10), ausschied. Bei den Olympischen Spielen im Folgejahr gewann er im ersten Kampf gegen Jitender Kumar, Indien (RSC 2.), verlor jedoch im Achtelfinale gegen Lei Yuping, Volksrepublik China (17:9), aus.
Seinen letzten internationalen Meisterschaften bestritt Fedtschuk bei den Weltmeisterschaften 2005, bei denen er jedoch bereits im ersten Kampf gegen Washington Luiz, Brasilien (21:16), ausschied.
Am 15. November 2009 geriet Fedtschuk in einen Verkehrsunfall nahe Kolomyja und starb an den Folgen seiner Verletzungen.